# Віктор Поспішіл
Архимандрит Віктор Д. Поспішіл (також Віктор Поспішил-Надвінський, англ. Victor J. Pospishil, Victor Pospishil-Nagyvinsky; 4 лютого 1915, Відень ― 16 лютого 2006, Олд Брідж, Нью-Джерсі) ― релігійний діяч, священник УГКЦ, доктор канонічного права.

## Життєпис
Народився 4 лютого 1915 року в Відні, тодішній столиці Австро-Угорщини. Після навчання в духовній академії і семінарії в Джаково (Хорватія), 16 червня 1940 року отримав священичі свячення з рук єпископа Джаково-Сремського Антона Акшамовіча. Під час Другої світової війни служив військовим капеланом (1942–1945) і на парафіях в Югославії та Австрії.

### Навчання
В 1946 році виїхав на навчання до Риму. Проживав спочатку в Хорватській папській колегії св. Єроніма (1946–1948), а потім в Українській папській колегії св. Йосафата (1948–1950). Вивчав канонічне право в Папському Григоріанському університеті і здобув ступінь доктора канонічного права, захистивши дисертацію на тему «Die Rechtsstellung des Patriarchen der serbichen Kirche in der Kirchenverfassung von 1931–1949» (захист 4 листопада 1949 року). Вивчав також літургіку і східне церковне право в Папському Східному інституті, де в 1950 році захистив ліценціат.

### Праця в США
В травні 1950 року виїхав до США, де приєднався до Української Греко-Католицької Філадельфійської архієпархії. Душпастирював на парафіях у Філадельфії (в катедрі, 1950–1952), Чіспік, Меріленд (парох і капелан монахинь-василіянок, 1952–1957), Форд Сіті, Пенсільванія (1957–1963), Піттсбург, Пенсільванія (1963–1966), Картерет, Нью-Джерсі (1967–1981), Стемфорд, Коннектикут (в семінарії, 1982–1983), Рочестер, Нью-Йорк (1983–1984), Нью-Йорк і Йонкерс, Нью-Йорк. В 1976–1979 роках був генеральним вікарієм Філадельфійської архієпархії.
В 1960 році Папа Іван XXIII надав йому титул папського шамбеляна. У 1976 р від митрополита Йосифа Сліпого отримав титул архимандрита і був висвячений в сан Йосифом Сліпим 18 жовтня 1976 року в Торонто.
З 1966 по 1976 рік викладав на факультеті релігієзнавства в католицькому Мангеттенському коледжі в Нью-Йорку. Написав більше, ніж 50 книг та статей, в більшості зі східного церковного права.
Помер 16 лютого 2006 року в Олд-Брідж, Нью-Джерсі і був похований на кладовищі Сент-Гертруда в Колонія, Нью-Джерсі.

## Книги
- «Die Rechtsstellung des Patriarchen der Serbischen Kirche in der Kirchenverfassung von 1931—1947» (1950)
- «Interritual Canon Law Problems in the United States and Canada» (1955)
- «Code of Oriental Canon Law, the Law on Persons: Rites, Persons in General, Clergy and Hierarchy, Monks, Religious, Laity» (1960)
- «Code of Oriental Canon Law, the Law on Marriage: Interritual Marriage Law Problems» (1962)
- «Ford City, Pennsylvania 1887—1962: The First Seventy-Five Years of Our Town», editor (1962)
- «Orientalium Ecclesiarum: The Decree on the Eastern Catholic Churches of the II Council of the Vatican» (1965)
- «Divorce and Remarriage: Towards a New Catholic Teaching» (1967)
- «The Quest for the Ukrainian Catholic Patriarchate», co-author with Hryhor M. Luznycky (1971)
- «Ex Occidente Lex» (1979)
- «The New Latin Code of Canon Law and Eastern Catholics», co-author with John D. Faris (1984)
- «Eastern Catholic Church Law» (1996)
- «Final Tally: A Report on the Unremarkable Life of a Catholic Priest in the Twentieth Century» (2001)

український переклад:
- Віктор Д. Поспішіл. Східне Католицьке Церковне право згідно з Кодексом Канонів Східних Церков. — Львів: Свічадо, 2006[7].